# Gemini III
Gemini III foi o primeiro voo tripulado do Projeto Gemini da NASA, ocorrido em 23 de março de 1965. A missão consistiu de três orbitas em volta da Terra para testes de equipamento. Este foi o único voo do programa a receber um nome distintivo, Molly Brown, dado pelo astronauta e comandante da missão Gus Grissom.

## Tripulação

### Principal
| Posição           | Astronauta              |
| ----------------- | ----------------------- |
| Piloto Comandante | Virgil I. "Gus" Grissom |
| Piloto            | John W. Young           |

### Reserva
| Posição           | Astronauta         |
| ----------------- | ------------------ |
| Piloto Comandante | Walter M. Schirra  |
| Piloto            | Thomas P. Stafford |

## Missão
Esta primeira missão foi uma missão para testes no espaço da cápsula Gemini. O astronauta 'Gus' Grissom batizou a cápsula de Molly Brown, em alusão ao musical da época na Broadway, The Unsinkable Molly Brown (A Inafundável Molly Brown), por causa de sua primeira missão espacial durante o Projeto Mercury, o programa anterior ao Gemini, quando ao regressar à Terra na cápsula Liberty Bell 7, quase se afogou no Oceano Atlântico, devido a um problema na porta da cápsula, que explodiu, levando a nave ao fundo do mar, com Grisson salvando-se por pouco.

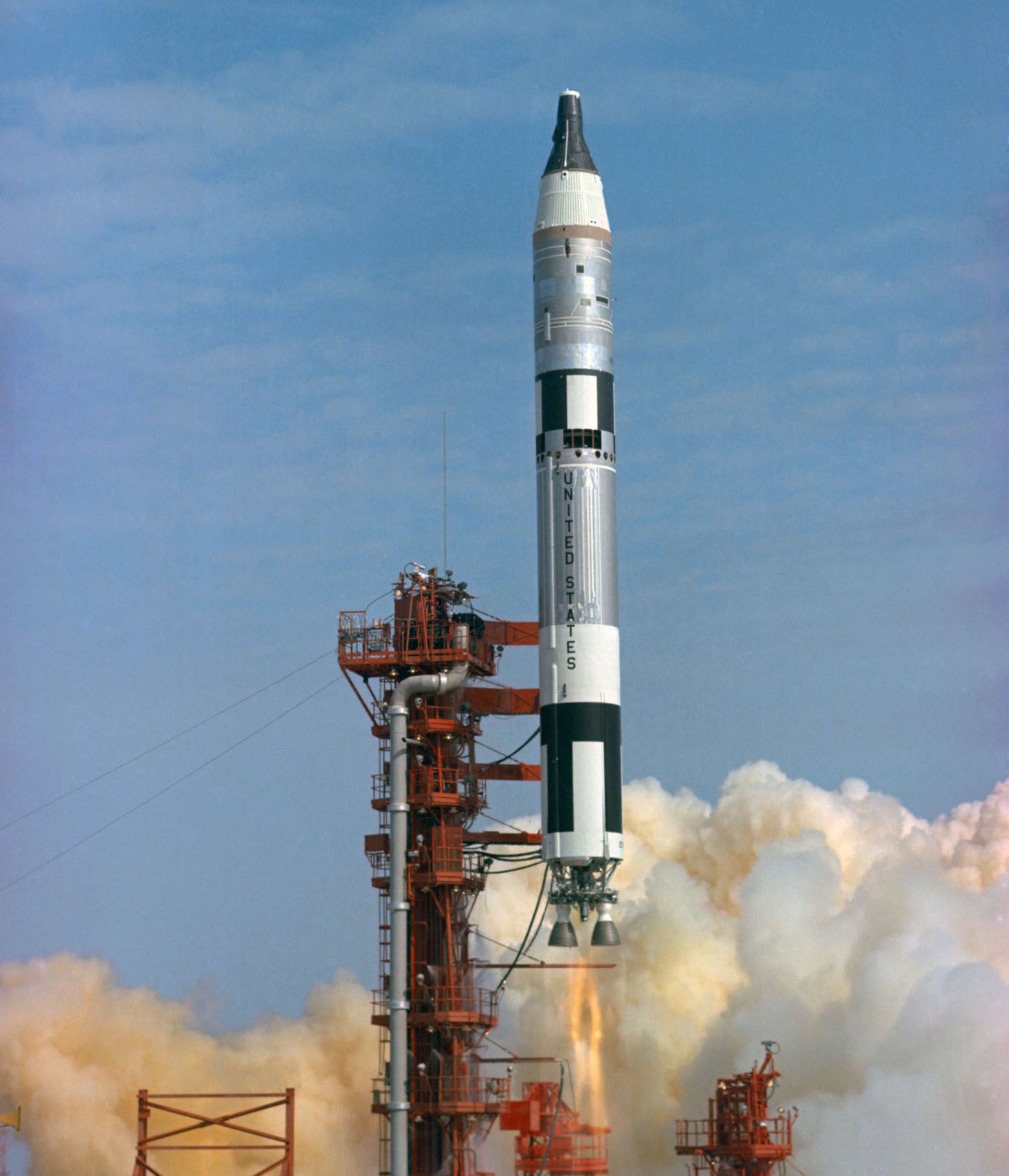
Lançamento da Gemini III

No teste de manuseabilidade do novo equipamento, durante as órbitas do curto voo, os astronautas ligaram os foguetes para modificar sua posição em órbita e voar em altitudes mais baixas. Além de um problema com a câmara fotográfica devido a lentes impróprias colocadas nela, que não permitiu a cobertura de imagens planejadas, da falha no estudo do efeito da microgravidade em echinoideas e de um incidente com um sanduíche de rosbife levado a bordo por John Young, que causou uma reprimenda aos astronautas na volta, a missão cumpriu seus objetivos, mesmo com uma pequena falha nos propulsores do sistema de manobras no começo da missão.
O pouso no mar ocorreu 84 km distante do local planejado, porque os testes no túnel de vento anteriores ao voo fizeram previsões incorretas da capacidade da nave de corrigir automaticamente os desvios de curso na reentrada. Grissom e Young esperaram por mais de uma hora e meia dentro da cápsula fechada, até serem recolhidos pelo porta-aviões USS Intrepid.

## A nave
A cápsula Gemini III encontra-se em exposição no Memorial Grissom, situado dentro de um parque perto de Mitchell, no estado de Indiana, cidade natal de Gus Grisson, construído depois da morte do astronauta durante os testes para a missão Apollo 1, em janeiro de 1967.